# Шешенкаринский сельский округ
Шешенкари́нский се́льский окру́г (каз. Шешенқара ауылдық округі) — административная единица в составе Бухар-Жырауского района Карагандинской области Казахстана. Административный центр — село Шешенкара.

## Состав
| № | Населённый пункт | Тип населённого пункта       | Код КАТО  | Географические координаты       | Население, чел. (2021 г.) |
| - | ---------------- | ---------------------------- | --------- | ------------------------------- | ------------------------- |
| 1 | Ащису            | село                         | 354071200 | 49°55′01″ с. ш. 74°07′31″ в. д. | ↘59                       |
| 2 | Шешенкара        | село, административный центр | 354071100 | 49°57′48″ с. ш. 74°02′15″ в. д. | ↘810                      |

## Население
| Численность населения | Численность населения | Численность населения | Численность населения |
| 1989                  | 1999                  | 2009                  | 2021                  |
| --------------------- | --------------------- | --------------------- | --------------------- |
| 2429                  | ↘1865                 | ↘1091                 | ↘869                  |